# 李俊奐
李 俊奐（イ・ジュンファン、ハングル：이준환、2002年6月19日 - ）は、大韓民国出身の柔道家。階級は81kg級。

## 経歴
2018年のアジアジュニア73㎏級で3位になった。その後階級を81㎏級に上げると、2022年のグランドスラム・トビリシでは決勝で世界2位である地元ジョージアのタト・グリガラシビリを破って優勝を飾った。続くグランドスラム・ウランバートルでも準決勝でオリンピックチャンピオンである日本の永瀬貴規を破るなどして優勝した。しかし、世界選手権では7位に終わった。2023年の世界選手権では準々決勝で永瀬を技ありで破るも、準決勝でグリガラシビリに開始早々の隅落で敗れて3位だった。グランドスラム・東京では決勝でベルギーのマティアス・カスを技ありで破って優勝した。2024年の世界選手権では準決勝でグリガラシビリに技ありで敗れて3位だった。続くパリオリンピックでも準決勝でグリガラシビリに技ありで敗れるも、3位決定戦でカスを技ありで破って銅メダルを獲得した。パリオリンピック混合団体では準々決勝のフランス戦で100kg超級のテディ・リネールと対戦して隅落で敗れると、その後チームも敗れた。しかし、その後の敗者復活戦を勝ち上がり銅メダルを獲得した。2025年の世界選手権では3位だった。　
IJF世界ランキングは3480ポイント獲得で9位(25/7/20現在)。

## 主な戦績
- 2018年 - アジアジュニア　3位(73㎏級)
- 2022年 - グランドスラム・トビリシ　優勝
- 2022年 - グランドスラム・ウランバートル　優勝
- 2022年 - 世界選手権　7位
- 2022年 - グランドスラム・東京　7位
- 2023年 - グランプリ・アルマダ　優勝
- 2023年 - 世界選手権　3位
- 2023年 -　グランドスラム・ウランバートル　2位
- 2023年 - アジア大会　個人戦　2位　団体戦　5位
- 2023年 -　グランドスラム・東京　優勝
- 2024年 -　グランプリ・オディベーラス　3位
- 2024年 - アジア選手権　優勝
- 2024年 - 世界選手権　3位
- 2024年 - パリオリンピック　3位
- 2024年 -  パリオリンピック混合団体 3位
- 2025年 - アジア選手権　優勝
- 2025年 -　グランドスラム・アスタナ　優勝
- 2025年 - 世界選手権　3位
- 2025年 - ワールドユニバーシティゲームズ　3位

(出典)